# 贵平镇
贵平镇是中华人民共和国四川省眉山市仁寿县下辖的一个乡镇级行政单位。2019年12月，撤销向家镇、中岗镇、观寺镇，设立贵平镇，以原向家镇、原中岗镇、原观寺镇所属行政区域为贵平镇的行政区域。

## 行政区划
贵平镇下辖以下地区：
贵坪村、平安村、六角村、向荣村和林河村。